# Psycho Motel
Psycho Motel fue una banda británica de heavy metal formada por el guitarrista de Iron Maiden, Adrian Smith.

## Historia
Adrian Smith formó la banda en 1995, luego de su salida de Iron Maiden en 1990. Adrian experimentó brevemente en un proyecto titulado ASAP (Adrian Smith and Project), con el que grabó el disco Silver and Gold. Luego tomó un breve descanso y formó Psycho Motel. La banda grabó dos discos en su carrera, State of Mind (1996) y Welcome to the World (1997). Tras el lanzamiento de Welcome to the World, Adrian se reunió con su antiguo compañero en Maiden, Bruce Dickinson, para grabar los álbumes Accident of Birth y The Chemical Wedding, antes de retornar a Iron Maiden junto con Bruce.
En 2006, los dos discos de Psycho Motel fueron reeditados, y Welcome to the World fue lanzado con dos bonus tracks: "Wait" y "Just Like A Woman".

## Última alineación
- Andy Makin - Voz
- Adrian Smith - Guitarra, coros
- Gary Leideman - Bajo
- Mike Sturgis - Batería

## Discografía

### Álbumes de estudio
- State of Mind (1996)
- Welcome to the World (1997)